# Переполох в общаге 2: Семестр на море
«Переполох в общаге 2: Семестр на море» (англ. National Lampoon’s Dorm Daze 2: College @ Sea) — американская молодёжная комедия 2006 года, снятая Дэвидом и Скоттом Хилленбрэндами. Продолжение фильма «Переполох в общаге» 2003 года.
Поскольку первый фильм провалился в прокате, продолжение вышло сразу на DVD минуя кинотеатры.

## Сюжет
Декан, преподаватели и группа студентов университета Биллингсли отправляются в плавание на круизном судне. Этот круиз совмещает в себе учёбу и отдых. Компанию студентам из университета Биллингсли составляют студенты из другого университета. Во время плавания университеты будут соревноваться друг с другом в любительской театральной постановке. Профессор Рекс Кавендиш использует это путешествие и в своих корыстных целях. В прошлом он украл редкий и дорогой бриллиант, который теперь хочет продать на чёрном рынке в одной из экзотических стран, в которой будет делать остановку судно во время одиссеи.
Перед началом плавания Букер расстаётся со своей девушкой, чтобы иметь возможность заводить новые знакомства во время круиза. Неожиданно выясняется, что Рэйчел также записана в театральную группу и также отправляется в плавание. Постоянно сталкиваясь со своей бывшей девушкой на корабле, Букер понимает, что кроме Рэйчел ему никто не нужен. У Ньюмара же наоборот теперь новая любовь. Расти тем временем распознаёт в жене капитана порноактрису и начинает шантажировать её этой информацией. Пит же соперничает с Джерри за получение университетского гранта. Параллельно Пит и Вонг заняты поиском каких-нибудь наркотиков. Во время остановки в заграничном городе они покупают у одного местного обезьянку Чу-чу. По словам продавца, если сделать из костей этой обезьяны порошок, то он будет иметь наркотические свойства. Мальчики покупают эту обезьянку, но убить её не решаются. Позже выясняется, что Чу-чу имеет склонность к воровству всего что плохо лежит. Сложнее всех приходится Робин, так как та является режиссёром студенческой театральной постановки и ей нужно управлять всем этим балаганом. У неё ещё к тому же тайные романтические отношения с преподавателем Рексом Кавендишем, а студент Данте параллельно навязчиво преследует её.

## В ролях
- Гейбл Карр — Рэйчел
- Патрик Кавано — Питер Майкл «Пит» Хэнсон
- Джеймс Дебелло — Клифф Ричардс
- Марайа Делфино — Джерри Фарбер
- Тони Денмен — Ньюмар
- Ларри Дрейк — декан Драер
- Даниель Фишел — Марла
- Вида Гуерра — Вайолет
- Джереми Ховард — Эли
- Пол Хэнсен Ким — Вонг
- Дженнифер Лайонс — Линн
- Кип Мартин — Стукас
- Крис Оуэн — Букер Макфи
- Ричард Рили — капитан Банкли
- Николас Шейк — Данте
- Чарльз Шонесси — профессор Рексфорд «Рекс» Кавендиш
- Чайна Шейверс — Робин Дэниелс
- Орен Скуг — Расти Даугердаус
- Жасмин Сэнт-Клэр — миссис Банкли / Саммер Солстис
- Джастин Уолин — Фузбал

## Рецензии
Критики приняли фильм плохо. По их мнению, это очередной плохой фильм от National Lampoon, который те выпустили сразу на видео. При этом отмечалось наличие в фильме большого количества узнаваемых лиц, поскольку многих актёров этого фильма в прошлом можно было увидеть в эпизодических ролях в других фильмах либо они знакомы по сериалам.